# Шулькевич Михайло Миронович
Шульке́вич Миха́йло Миро́нович (4 (17) листопада 1908 — 7 березня 1990) — український радянський архітектор та мистецтвознавець.

## Життєпис
Михайло Шулькевич народився у Києві у 1908 році. У 1934 році закінчив навчання на архітетурному факультеті у Київському будівельному інституті, з 1935 року — член Спілки архітекторів УРСР.
З 1934 по 1941 рік працював у Києві у будівельних організаціях Наркомату озброєння на посаді архітектора. Під час німецько-радянської війни брав участь у обороні Києва, пізніше був евакуйований у Воткінськ, де працював головним інженером будівельної установи.
У 1944 році повернувся до Києва, де перейшов на партійну роботу і до 1948 року займав посаду інструктора ЦК КП(б)У.
У 1948—1962 роках — начальник інспекції Державного архітекурно-будівельного контролю у м. Києві, заступник головного архітектора Києва.
У 1962—1970 роках — начальник управління Держбуду УРСР.
З 1971 року — головний інженер музею «Софія Київська».
Михайло Шулькевич — автор книги «Київ. Архітектурно-історичний нарис», вперше надрукованої 1958 року, над якою він працював понад 20 років та яка витримала загалом 6 перевидань.
Помер у 1990 році у Києві.

## Творчий доробок
- Житловий будинок по вулиці Гетьмана Павла Скоропадського, 16 у Києві (1937).
- Надбудова житлових будинків № 19 та 21 по вулиці Репіна (нині — Терещенківська вулиця) у Києві (1938—1939).
- Житловий будинок по Провіантській вулиці у Києві (1939).
- Житлові будинки заводу «Арсенал» на Саперному полі (1938—1941).

## Публікації
- Шулькевич М. М. Київ. Архітектурно-історичний нарис. — К.: Держбудвидав, 1958. — 332 с., іл.
- Шулькевич М. М. Киев. Архитектурно-исторический очерк. — 2-е изд. — К.: Госстройиздат, 1963. — 328 с., іл. (рос.)
- Шулькевич М. М. Киев. Архитектурно-исторический очерк. — 3-е изд. — К.: Издательство «Будівельник», 1964. — 344 с., іл. (рос.)
- Шулькевич М. М. Киев. Историко-архитектурный очерк. — 4-е изд. — К.: Издательство «Будівельник», 1968. — 396 с., іл. (рос.)
- Шулькевич М. М., Дмитренко Т. Д. Киев. Архитектурно-исторический очерк. — 5-е изд. — К.: Издательство «Будівельник», 1978. — 464 с., іл. (рос.)
- Шулькевич М. М., Дмитренко Т. Д. Киев. Архитектурно-исторический очерк. — 6-е изд. — К.: Издательство «Будівельник», 1982. — 448 с., іл. (рос.)
- Київ. Додаток до плану-схеми / М. М. Шулькевич, Т. Д. Дмитренко. — К.: Держбудвидав, 1958. — 96 с.
- Шулькевич М.М. Архітектори Києва можуть і повинні здешевити будівництво // Архітектура і будівництво. — 1956. — № 1. — С. 6—11.

## Сім'я
- Дружина — Таліда Данилівна Дмитренко (нар. 1927) — співавтор книги «Київ. Архітектурно-історичний нарис» (5-те та 6-те видання).